# Evangelisches Lexikon für Theologie und Gemeinde
Das Evangelische Lexikon für Theologie und Gemeinde (ELThG) ist eine christlich-theologische Enzyklopädie aus protestantischer Sicht. Das Lexikon war eine Erweiterung des einbändigen Evangelischen Gemeindelexikons (1978), herausgegeben von Helmut Burkhardt, Erich Geldbach und Kurt Heimbucher. Die erste Auflage des ELThG erschien 1992 bis 1994 in drei Bänden, die zweite, vierbändig geplante Auflage, eine weitgehende Neubearbeitung, erscheint seit 2017. Diese Lexika wurden im Verlag SCM R. Brockhaus in Holzgerlingen (früher: R. Brockhaus Verlag in Wuppertal) veröffentlicht. Die gebräuchliche Abkürzung ist ELThG (bzw. ELThG² für die zweite Auflage).

## Zum Inhalt
Das Lexikon legt ein besonderes Augenmerk auf Anliegen und Ergebnisse des von Pietismus, Erweckungs- und evangelikaler Bewegung geprägten Protestantismus. Im Vergleich mit anderen theologischen Lexika werden hier die Freikirchen sowie die Charismatische Bewegung weit stärker berücksichtigt, indem vielen ihrer Personen und Werke eigene Artikel gewidmet sind.
Siegbert Riecker zählt eine Reihe von Artikeln auf, die man in anderen Lexika nicht (oder nicht so ausführlich) findet: Evangelische Allianz, Evangelikale Theologie und Bewegung, theologische Ausbildung (einschließlich Bibelschulen und theologische Begleitung), Biblische Theologie, Biblizismus, Evangelist, Evangelisation(sverein), Bekehrung und Buße, Erwählung und Berufung, Bekenntnisbewegung, -schulen, Bibelbund, Bibellesebund, Einkehrtage und -häuser, Erbauung(sliteratur), Briefseelsorge, ACL, AEM, BTS, KEP, EEAA oder Deutscher Frauen-Missions-Gebets-Bund. Dagegen ist der exegetische und biblisch-theologische Bereich kein Schwerpunkt; für solche Themen sind (auch) andere Lexika heranzuziehen.
Artikel über Organisationen wie z. B. die „Evangelische Allianz“ konzentrieren sich auf die jeweilige Geschichte, sind also vorwiegend historisch gestaltet. Im Bereich der protestantischen Kirchengeschichte liegt der besondere Fokus dieses Lexikons. Dazu gehört eine große Anzahl von Biographien, jeweils oft mit einem Bild der betreffenden Person versehen.

## Erste Auflage 1992 bis 1994
Das ursprünglich 3-bändige Lexikon erschien in den Jahren 1992, 1993 und 1994 mit insgesamt etwa 2500 Artikeln. Es wurde von Helmut Burkhardt und Uwe Swarat herausgegeben.
- Band 1: A–F, 1992
- Band 2: G–N, 1993
- Band 3: O–Z sowie ein Registerband, 1994

## Zweite Auflage ab 2017

### Herausgeber und Autoren
Eine zweite, vollständig überarbeitete Auflage (also eine „Neuausgabe“) erscheint seit 2017 und soll insgesamt 3400 Artikel umfassen, also etwa um ein Drittel gegenüber der 1. Auflage anwachsen. Das Lexikon erscheint in gedruckter Form und als E-Book.
Die Herausgeber sind evangelisch-landeskirchliche sowie -freikirchliche Theologen, nämlich Heinzpeter Hempelmann und Uwe Swarat „in Verbindung mit“ Roland Gebauer, Wolfgang E. Heinrichs, Christoph Raedel und Peter Zimmerling. Als Autoren beteiligen sich mehr als 500 Fachleute (davon etwa ein Zehntel weiblich). Den meisten Autoren wurden nur jeweils wenige Artikel zugeteilt, einige Autoren übernahmen jedoch viele Artikel: Sechs Autoren haben in den ersten beiden Bänden jeweils 30 oder mehr Artikel (oder Teil-Artikel) geschrieben, nämlich die Mitherausgeber Hempelmann, Raedel und Swarat sowie drei weitere Autoren: Rolf Hille, Thorsten Dietz und Andreas Heiser (der Mitherausgeber Zimmerling liegt knapp unter 30). Die Bebilderung in Schwarz-Weiß ist „von erheblich besserer Qualität als in der vorhergehenden Ausgabe“.

### Vergleich mit erster Auflage
Die meisten  Artikel wurden neu geschrieben, nur bei wenigen begnügte man sich mit einer geringfügigen Überarbeitung gegenüber der ersten Auflage. Dazu Siegbert Riecker: „Artikel von bereits verstorbenen Autoren, die aus der ersten Ausgabe übernommen wurden, sind in ihren Formulierungen kaum wiederzuerkennen, stark überarbeitet und aktualisiert“, und nennt u. a. den Artikel „Children of God / Kinder Gottes“ (geschrieben von Rüdiger Hauth, gestorben 2016).
Jan Reitzner vergleicht die 2. Auflage mit der 1. und beobachtet eine Aufwertung – sprich: deutlich stärkere Berücksichtigung – von vier Gebieten: der Religionswissenschaft, des ästhetischen Zugangs, weiblicher und antiker Personen sowie der internationalen Perspektive (durch zahlreiche Artikel über Länder). Außerdem „können die aktuellen Debatten des kontemporären Evangelikalismus in den einzelnen Unterabschnitten der Artikel wiedererkannt werden“.
Einen konkreten Eindruck davon, um welche neuen Artikel es sich handelt, bietet eine Aufzählung von Riecker: Abraham(it)ische Religionen, Allmacht und Allwissenheit Gottes, Alter, Anbetung, Arzt, Barmherzigkeit, Behinderung, Beruf, Besessenheit, Besonnenheit, Bibelillustration, Demut, Deutschland, Diskriminierung, Ehescheidung, Eltern, christlicher Enthusiasmus, Esoterik, Essen und Trinken, Ewigkeit.

### Inhaltliche Charakterisierung
Auf kurze Artikel wurde verzichtet; auch die kürzesten Artikel sind zumindest eine Spalte lang. Was derzeit in der öffentlichen Diskussion stark präsent ist, wird auch in diesem Lexikon entsprechend berücksichtigt. So ist der Artikel „Homosexualität“ ebenso umfangreich wie die Artikel über zentrale christliche Themen wie „Gott“, „Jesus Christus“, „Kirche/Gemeinde“ oder „Israel“, mit jeweils ca. 23 Spalten. Über den Artikel „Homosexualität“ urteilt der Adventist Mohr: „Das ELThG² schafft es, bei einem innerhalb der Kirchen derart umstrittenen Thema sachlich und unaufgeregt biologische, psychologische, historische, biblische, ethische sowie praktisch-theologische Perspektiven miteinander zu verbinden und dabei durchaus auch Position gegen den gesellschaftlichen Mainstream zu beziehen.“
Der Aufbau der Artikel lässt sich z. B. am Artikel über die „Glossolalie“ (Zungenrede) darlegen. Diese wird in vier Kapiteln behandelt, von jeweils einem anderen Autor; das führt zu kleinen Überschneidungen, trägt aber zur Vielfalt der Standpunkte bei. Die Kapitel behandeln das Thema 1. religionswissenschaftlich, 2. biblisch, 3. kirchengeschichtlich und 4. praktisch-theologisch. Die von den Herausgebern getroffene Auswahl an Persönlichkeiten konzentriert sich – nach Altertum und Mittelalter – auf Deutschland. Etwa in Bezug auf Österreich erhielten prominente Kirchenmänner wie Florian von Lorch, Abraham a Santa Clara, Theodor Innitzer oder Franz König keine Artikel. In historischen Artikeln liegt ein besonderes Schwergewicht auf Bezügen zum Christentum. So werden z. B. im Artikel über die Habsburger die jeweiligen Aktionen der einzelnen Herrscher im Hinblick auf Kirche(n) herausgestellt, in drei Kapiteln: 1. Von der Regional- zur Weltmacht und zurück, 2. Heiratspolitik als Machtpolitik, 3. Österreichische Frömmigkeit (Pietas Austriaca). Die den Artikeln angehängten Literaturhinweise sind knapp gehalten.
Gegenüber historisch-kritischen Positionen findet sich in den Artikeln eine kritische Auseinandersetzung, mitunter auch eine Übernahme einer solchen Position, etwa die Meinung, dass Daniel 11 einen „Geschichtsüberblick als fiktive Prophetie biete, also eine Darstellung der Vergangenheit (fälschlicherweise) als Weissagung einer Person der Vorzeit ausgebe“.
Reitzner gibt Lektüretipps und empfiehlt dabei besonders solche Artikel, welche neuere Entwicklungen darstellen, etwa „Fortschritt“, „Jugendreligiosität“ oder „Fantasyliteratur“.

### Erscheinungsjahre der Einzelbände
- Band 1: Anfangsbuchstaben A–E, 2017 (1008 Seiten)
- Band 2: F–K, 2019 (1168 Seiten)
- Band 3: L–R, 2024 (1104 Seiten)

## Rezensionen zum ELThG²
- Christian Eyselein: Rezension von ELThG², Bd. 2, in: P&S. Magazin für Psychotherapie und Seelsorge, Nr. 4 von 2020, S. 58.
- Franz Graf-Stuhlhofer: Rezension von ELThG², Bd. 2, in: Allianzspiegel. Informationen der Österreichischen Evangelischen Allianz, Nr. 130, März 2020, S. 26 (ausführlicher hier).
- Jens-Oliver Mohr: Rezension von ELThG² in der Agenturmeldung Nr. 187 des Adventistischen Pressedienstes (APD), 2020.
- Jonathan Reinert: Rezension von ELThG² in Ichthys 34 (2018)  93-95 zu Bd. 1 sowie Ichthys 36 (2020), S. 194f zu Bd. 2.
- Jan Reitzner: Rezension von ELThG², Bd. 2, in AfeT-Rezensionen im April 2021.
- Siegbert Riecker: Rezension von ELThG² in AfeT-Rezensionen im April 2018 (über Bd. 1) und in European Journal of Theology 30 (2021), S. 216–219 (über Bd. 2).
- Christoph Stenschke: Rezension von ELThG², Bd. 1, in Ephemerides Theologicae Lovanienses 95 (2019), S. 335–337.
- Werner Thiede: Rezension von ELThG² in: Theologische Rundschau 85 (2020), S. 433f.
- Lothar Triebel: Rezension von ELThG², Bd. 1 und 2, in: Freikirchenforschung 29 (2020), S. 197–207.

## Andere theologische Lexika
- Evangelisches Kirchenlexikon (3. Auflage 1986–1997)
- Religion in Geschichte und Gegenwart (evangelisch, 4. Auflage 1998–2005)
- Theologische Realenzyklopädie (evangelisch, 1977–2007)
- Reallexikon für Antike und Christentum (ab 1950, noch unvollendet)
- Lexikon für Theologie und Kirche (katholisch, 3. Auflage 1993–2001)